# Tafelland
Als Tafelland wird in der Geografie ein aus waagrecht geschichtetem, stabilem Gestein aufgebautes Flachland oder eine analoge niedrige Hochfläche (Plateaulandschaft) – meist zwischen 200 und 500 m Meereshöhe – bezeichnet. Bei ausgedehnten Ebenen mit einheitlichem Gesteinsuntergrund spricht die Geomorphologie auch von Schichttafel oder Schichttafelland, bei Gipfelformationen waagrechter Schichtung von Tafelbergen. Letztere sind meistens stehengebliebene Reste ehemaliger großer Schichttafeln.
Tafelländer können u. a. folgende Entstehungsursachen haben:
- Tektonische Anhebung einer älteren Aufschüttungsebene von großen Flüssen. Ihre Erosion kann bei unterschiedlicher Gesteinshärte zu Landterrassen oder zu ausgedehnten Schichtstufenländern mit dazwischen liegenden Steilhängen führen, im weiteren Verlauf zu Tafel- und Zeugenbergen
- gleichmäßige Sedimentation über längere Zeiträume in einer ausgedehnten Senke – siehe auch Sedimentbecken
- Ausbreitung von Basalt- oder Lavadecken in früher vulkanisch aktiven Regionen (Ergusstafelland)